# Nazrin Choudhury

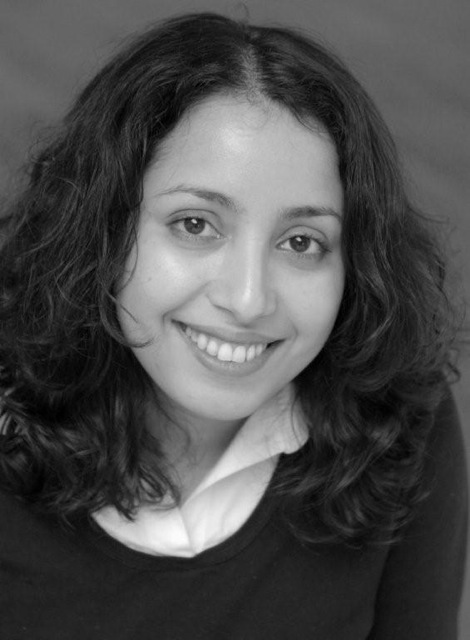
Nazrin Choudhury, 2011

Nazrin Choudhury ist eine britisch-US-amerikanische Drehbuchautorin, Filmregisseurin und Filmproduzentin. Im Jahre 2024 wurde sie für den Kurzfilm Red, White and Blue für einen Oscar nominiert.

## Leben
Choudhury wurde als jüngstes Kind von Restaurantwirten geboren. Ihre Familie stammt aus Bangladesch. Sie wuchs im Südwesten Londons auf und studierte zunächst Biomedizin am King’s College London. Sie hatte dieses Studium aufgenommen, um Ärztin zu werden, wandte sich aber der schreibenden Zunft zu, nachdem sie den Focus on Talent Award von DNA Film gewonnen hatte. Mit Hilfe eines Stipendiums von Channel 4/Film 4 studierte sie an der Northern Film School in Leeds und erwarb dort einen Master-Abschluss im Drehbuchschreiben.
Sie ist verheiratet und Mutter zweier Kinder.

## Karriere
Im Jahre 2006 gewann sie den Imison Award für das von ihr geschriebene Radiostück Mixed Blood.
Sie schrieb Drehbücher für britische Fernsehserien wie Casualty, Coronation Street, Doctors, EastEnders und Waterloo Road.
Im Jahre 2012 zog sie von Großbritannien in die Vereinigten Staaten und erwarb später zu ihrer britischen Staatsangehörigkeit auch einen amerikanischen Pass. Dort schrieb sie die Drehbücher für Episoden der Serien Fear the Walking Dead, Tom Clancy’s Jack Ryan, Wayward Pines, Damnation, Damien, Houdini & Doyle, sowie Blood & Treasure. 2020 wurde sie beauftragt das Drehbuch zu dem Kinofilm American Radical (Regie: Sam Esmail) zu schreiben.
Mit dem Kurzfilm Red, White and Blue aus dem Jahr 2023 feierte sie ihr Debüt als Regisseurin. Für den Kurzfilm wurde sie zusammen mit Sara McFarlane 2024 als Produzentinnen für den Oscar für den besten Kurzfilm nominiert.